# Notarkammer Celle
Die Notarkammer Celle ist eine Körperschaft in Celle (Niedersachsen), in der die Notare aus dem Bezirk des Oberlandesgerichts Celle organisiert sind und die ihre Interessen vertritt; eine Berufskammer. Der Kammerbezirk umfasst die Landgerichtsbezirke Bückeburg, Hannover, Hildesheim, Lüneburg, Stade und Verden (Aller). Derzeit hat die Notarkammer Celle 603 Mitglieder (Stand: 1. Januar 2025). Die Notarkammer ist Träger der Fortbildungseinrichtung Auditorium Celle, die sich an Notare, Notarbewerber und Mitarbeiter wendet.
Aufsichtsbehörde ist das Justizministerium Niedersachsen.

## Vertretungen
Die Vertretungen der Notarkammer werden aus den Mitgliedern gewählt.

### Vorstand
- Präsident: Dr. Holger Klose
- Vizepräsident: Michael Bartels

### Geschäftsführung
- Simone Eikermann